# A Dal 2025
La quattordicesima edizione di A Dal si è svolta dal 15 febbraio al 29 marzo 2025 presso lo Studio 1 di MTVA a Budapest, in Ungheria e ha selezionato il brano vincitore del Petőfi Music Award alla Miglior canzone.
I vincitori sono stati i Gypo Circus & Jennifer Szirota con Szél úgy beszél....

## Organizzazione
Come accade dal 2020, l'ente ungherese Médiaszolgáltatás-támogató és Vagyonkezelő Alap (MTVA) ha deciso di utilizzare il formato A Dal non per il suo tradizionale scopo di selezionare il rappresentante nazionale per l'Eurovision Song Contest, a cui non prende parte dal 2019, ma per promuovere la scena musicale pop ungherese. I candidanti hanno avuto la possibilità di presentare i propri brani dal 30 ottobre al 19 novembre 2024.
Come è accaduto nelle edizioni precedenti, l'ente ha annunciato che al brano vincitore sarebbe stato assegnato il premio alla Canzone dell'anno dei Petőfi Music Award. È stato inoltre riconfermato sul canale Duna TV lo show A Dal kulissza, dove vengono proposte varie scene dal backstage del programma.

### Sistema di voto
Ad ogni quarto di finale la giuria, composta da quattro membri, e il televoto selezionano i quattro artisti che accedono alle semifinali. Nelle semifinali invece giuria e televoto promuovono gli otto finalisti che accederanno alla serata finale.
Nella serata finale i giurati, al termine delle esibizioni, assegnano 4, 6, 8 e 10 punti ad ogni canzone, decretando i primi quattro classificati che avanzeranno al secondo round, nel quale il pubblico, tramite SMS, app ufficiale e sito dell'evento, proclamerà il vincitore.

### Giuria
La giuria per A Dal 2024 è composta da:
- György Ferenczi, cantante e musicista;
- Petra Gubik, attrice e cantante;
- Lojzi Németh, paroliere e produttore discografico;
- Szandi, cantante.

## Partecipanti
Una giuria di esperti ha selezionato dapprima i 60 artisti con le canzoni migliori tra le proposte ricevute, con una seconda scrematura ha selezionato i 32 partecipanti, annunciati il 27 gennaio 2025 durante l'episodio speciale A Dal: Casting.
| Artista                            | Brano                        | Autori |
| ---------------------------------- | ---------------------------- | --- |
| Ádám Beretka                       | Lopott éjszakák              | Ádám Beretka, Ádám Zdosek János, Bendegúz Németh |
| Ádám Szabó                         | Örök hűség                   | Ádám Szabó |
| Asphalt Horsemen                   | Mesél a szél                 | Balázs Megyesi, István Bencsik, Károly Lőrincz |
| Burcsányi                          | Kolett                       | Ádám Burcsányi, Márton János Steitz, Ádám Péter Szlancsik, Zsombor Farkas                                                                           |
| FankaDeli                          | Ahogy telik az idő           | Jurriaan van Hoffen, Ferenc Kőházy |
| Felvidéki Jazz Land                | Kicsikém                     | Csonka Ondrej |
| Gypo Circus & Jennifer Szirota     | Szél úgy beszél...           | Kosta Velcsev Dejanov, Gellért Nagy, Zsolt Préda-Kovács, Sándor Kecskeméti, Dzsenifer Szirota, Zoltán Muhel, Andrea Delia Miron, Ádám Gergő Drahota |
| Here We Are                        | Őrzöm az álmod               | Gábor Kacsenyák, Dávid András Zsarnai, Tamás Zán |
| Iceboyz                            | Szerelemánia                 | Szabolcs Fodor, Dániel Nagy |
| Ilona Somorjai                     | Nem fáj                      | Arnold Vígh, Bernadett Hasenfracz |
| Ivon                               | Mondd, milyen érzés?         | András Schwenk |
| Judit Czigány                      | Üvöltenék                    | János Balogh, Judit Czigány |
| Kármen Fehér                       | Gyáva oroszlán               | Arnold Vígh, Bernadett Hasenfracz |
| Karmen Pál-Baláž & Olivér Patocska | Álmok                        | Karmen Pál-Baláž, Agnesa Vrzalová |
| Kolos                              | Szeress azért, aki én vagyok | Tibor Szabó |
| Krisztofer Budai                   | Délibáb                      | Krisztofer Budai, Dániel Kökény Károly |
| No Sugar                           | Boldog leszek                | Botond Bereczky, Lívia György, László Zoltán Basilidesz, Zoltán Gábor Ferenczi, Zoltán Balázs, Bence István Balázs                                  |
| Pinkers                            | KFK                          | Edvárd Pink, Lilla Lukács |
| Ragazzi Razzi                      | Rakétakölyök                 | László Szilágyi |
| Raul                               | Ciao! ciao!                  | Raul Dajka, Mózes Szabadi |
| Regina Zabos & Káté                | Mást ölelj                   | Tamás Kálmán |
| Réka B. Nagy                       | Évszakok                     | Réka B. Nagy |
| Richárd Borbély                    | Nagyapám                     | Richárd Borbély |
| Roland Bilal                       | Nem felejtem                 | Arnold Vígh, Bernadett Hasenfracz, Roland Bilal |
| Storyum                            | Monoton                      | Zsolt Janik, Zsigrai Klára Janik |
| Szimplán                           | Madaram                      | András Csány, Eszter Surányi, Bence Buzás |
| Timi Arany & István Benedekfi      | Száz szó                     | István Benedekfi |
| Tünde Dankó                        | Rózsaszín                    | Tünde Dankó |
| Vali Kuna & HungaroSwing           | Nincs másik út               | Valéria Bíróné Ferencz-Kuna, Gyula Ferencz-Kuna, Márton Kuna, Bence Kuna, Tamás IstvánDitzmann                                                      |
| Zienemi                            | Kettesben önmagammal         | Szabolcs Balogh, Krisztián Csontos, László Szvoboda, Gergely Mezei, Attila Hudák, Gergő Horváth                                                     |
| Zoli Fehér                         | Főnix                        | Zoltán Gábor Fehér, Sándor Csipkés, Tamás Gyepes |
| Zsófi Juhos                        | Mindenem                     | Zsófi Juhos, Tobi Verheij, Tammy Nižňanská, Dóra Hildebrand, Olivér Patocska                                                                        |

## Quarti di finale

### Primo quarto
Il primo quarto di finale si è tenuto il 15 febbraio 2025 e vi hanno preso parte i primi 8 partecipanti.
Ad accedere alle semifinali sono stati i Gypo Circus & Jennifer Szirota, Richárd Borbély, Karmen Pál-Baláž & Olivér Patocska e Judit Czigány.
     Qualificato dalla giuria e televoto
     Qualificato dalla giuria
| # | Artista                            | Brano              | Punteggio   | Punteggio | Punteggio | Punteggio | Punteggio | Punteggio |
| # | Artista                            | Brano              | G. Ferenczi | P. Gubik  | L. Németh | Szandi    | Televoto  | Totale    |
| - | ---------------------------------- | ------------------ | ----------- | --------- | --------- | --------- | --------- | --------- |
| 1 | Gypo Circus & Jennifer Szirota     | Szél úgy beszél... | 9           | 9         | 9         | 9         | 9         | 45        |
| 2 | Tünde Dankó                        | Rózsaszín          | 7           | 7         | 8         | 7         | 6         | 35        |
| 3 | Kármen Fehér                       | Gyáva oroszlán     | 8           | 7         | 7         | 7         | 7         | 36        |
| 4 | Richárd Borbély                    | Nagyapám           | 10          | 10        | 10        | 10        | 8         | 48        |
| 5 | Storyum                            | Monoton            | 8           | 8         | 8         | 8         | 8         | 40        |
| 6 | Karmen Pál-Baláž & Olivér Patocska | Álmok              | 9           | 9         | 10        | 10        | 9         | 47        |
| 7 | Judit Czigány                      | Üvöltenék          | 9           | 9         | 9         | 9         | 8         | 44        |
| 8 | FankaDeli                          | Ahogy telik az idő | 9           | 9         | 9         | 8         | 9         | 44        |

### Secondo quarto
Il secondo quarto di finale si è tenuto il 22 febbraio 2025 e vi hanno preso parte altri 8 partecipanti.
Ad accedere alle semifinali sono stati Ádám Szabó, la Felvidéki Jazz Land, gli Here We Are e Regina Zabos & Káté.
     Qualificato dalla giuria e televoto
     Qualificato dalla giuria
| # | Artista             | Brano          | Punteggio   | Punteggio | Punteggio | Punteggio | Punteggio | Punteggio |
| # | Artista             | Brano          | G. Ferenczi | P. Gubik  | L. Németh | Szandi    | Televoto  | Totale    |
| - | ------------------- | -------------- | ----------- | --------- | --------- | --------- | --------- | --------- |
| 1 | Réka B. Nagy        | Évszakok       | 8           | 8         | 8         | 8         | 8         | 40        |
| 2 | Burcsányi           | Kolett         | 8           | 8         | 7         | 7         | 9         | 39        |
| 3 | Ragazzi Razzi       | Rakétakölyök   | 8           | 8         | 8         | 8         | 7         | 39        |
| 4 | Ádám Szabó          | Örök hűség     | 9           | 9         | 9         | 9         | 8         | 44        |
| 5 | Felvidéki Jazz Land | Kicsikém       | 9           | 10        | 10        | 10        | 8         | 47        |
| 6 | Regina Zabos & Káté | Mást ölelj     | 8           | 9         | 8         | 9         | 8         | 42        |
| 7 | Ilona Somorjai      | Nem fáj        | 8           | 8         | 8         | 9         | 8         | 41        |
| 8 | Here We Are         | Őrzöm az álmod | 9           | 9         | 9         | 9         | 8         | 44        |

### Terzo quarto
Il terzo quarto di finale si è tenuto il 1º marzo 2025 e vi hanno preso parte altri 8 partecipanti.
Ad accedere alle semifinali sono stati Krisztofer Budai, Vali Kuna & HungaroSwing, Roland Bihal e i Pinkers.
     Qualificato dalla giuria e televoto
     Qualificato dalla giuria
| # | Artista                  | Brano                        | Punteggio   | Punteggio | Punteggio | Punteggio | Punteggio | Punteggio |
| # | Artista                  | Brano                        | G. Ferenczi | P. Gubik  | L. Németh | Szandi    | Televoto  | Totale    |
| - | ------------------------ | ---------------------------- | ----------- | --------- | --------- | --------- | --------- | --------- |
| 1 | Pinkers                  | KFK                          | 9           | 9         | 10        | 9         | 7         | 44        |
| 2 | Zsófi Juhos              | Mindenem                     | 8           | 8         | 8         | 8         | 7         | 39        |
| 3 | No Sugar                 | Boldog leszek                | 9           | 8         | 9         | 8         | 8         | 42        |
| 4 | Krisztofer Budai         | Délibáb                      | 9           | 8         | 10        | 10        | 8         | 45        |
| 5 | Vali Kuna & HungaroSwing | Nincs másik út               | 9           | 10        | 10        | 10        | 8         | 47        |
| 6 | Ádám Beretka             | Lopott éjszakák              | 7           | 8         | 8         | 8         | 7         | 38        |
| 7 | Kolos                    | Szeress azért, aki én vagyok | 8           | 9         | 8         | 9         | 9         | 43        |
| 8 | Roland Bilal             | Nem felejtem                 | 9           | 8         | 10        | 10        | 8         | 45        |

### Quarto quarto
L'ultimo quarto di finale si è tenuto l'8 marzo 2025 e vi hanno preso parte gli ultimi 8 partecipanti.
Ad accedere alle semifinali sono stati gli Zienemi, Timi Arany & István Benedekfi, gli Asphalt Horsemen e gli Iceboyz.
     Qualificato dalla giuria e televoto
     Qualificato dalla giuria
| # | Artista                       | Brano                | Punteggio   | Punteggio | Punteggio | Punteggio | Punteggio | Punteggio |
| # | Artista                       | Brano                | G. Ferenczi | P. Gubik  | L. Németh | Szandi    | Televoto  | Totale    |
| - | ----------------------------- | -------------------- | ----------- | --------- | --------- | --------- | --------- | --------- |
| 1 | Iceboyz                       | Szerelemánia         | 8           | 9         | 10        | 9         | 7         | 43        |
| 2 | Zoli Fehér                    | Főnix                | 8           | 9         | 9         | 8         | 7         | 41        |
| 3 | Ivon                          | Mondd, milyen érzés? | 8           | 9         | 9         | 8         | 8         | 42        |
| 4 | Raul                          | Ciao! ciao!          | 7           | 7         | 7         | 7         | 7         | 35        |
| 5 | Zienemi                       | Kettesben önmagammal | 9           | 10        | 10        | 10        | 9         | 48        |
| 6 | Timi Arany & István Benedekfi | Száz szó             | 9           | 9         | 9         | 10        | 8         | 45        |
| 7 | Szimplán                      | Madaram              | 8           | 10        | 8         | 8         | 8         | 42        |
| 8 | Asphalt Horsemen              | Mesél a szél         | 10          | 10        | 9         | 10        | 9         | 48        |

## Semifinali

### Prima semifinale
La prima semifinale si è tenuta il 16 marzo 2025 e vi hanno preso parte i primi 8 artisti qualificati, che hanno reinterpretato i loro brani in un genere musicale differente rispetto a quello presentato durante i quarti di finale.

Ad accedere alla finale stati Ádám Szabó, i Pinkers, i Gypo Circus & Jennifer Szirota e Karmen Pál-Baláž & Olivér Patocska.
     Qualificato dalla giuria e televoto
     Qualificato dalla giuria
| # | Artista                            | Brano              | Genere   | Punteggio   | Punteggio | Punteggio | Punteggio | Punteggio | Punteggio |
| # | Artista                            | Brano              | Genere   | G. Ferenczi | P. Gubik  | L. Németh | Szandi    | Televoto  | Totale    |
| - | ---------------------------------- | ------------------ | -------- | ----------- | --------- | --------- | --------- | --------- | --------- |
| 1 | Ádám Szabó                         | Örök hűség         | Rock     | 10          | 10        | 10        | 10        | 7         | 47        |
| 2 | Judit Czigány                      | Üvöltenék          | Acustica | 8           | 9         | 9         | 8         | 7         | 41        |
| 3 | Here We Are                        | Őrzöm az álmod     | Popolare | 8           | 9         | 9         | 9         | 9         | 44        |
| 4 | Pinkers                            | KFK                | Jazz     | 9           | 10        | 10        | 10        | 8         | 47        |
| 5 | Gypo Circus & Jennifer Szirota     | Szél úgy beszél... | Jazz     | 10          | 10        | 9         | 10        | 9         | 48        |
| 6 | Karmen Pál-Baláž & Olivér Patocska | Álmok              | Popolare | 9           | 10        | 10        | 10        | 8         | 47        |
| 7 | Krisztofer Budai                   | Délibáb            | Swing    | 9           | 8         | 8         | 8         | 7         | 40        |
| 8 | Timi Arany & István Benedekfi      | Száz szó           | Rock     | 9           | 9         | 9         | 9         | 8         | 44        |

### Seconda semifinale
La seconda semifinale si è tenuta il 23 marzo 2025 e vi hanno preso parte gli altri 8 artisti qualificati, che hanno reinterpretato i loro brani in un genere musicale differente rispetto a quello presentato durante i quarti di finale.

Ad accedere alla finale stati Regina Zabos & Káté, gli Asphalt Horsemen, la Felvidéki Jazz Land e Richárd Borbély.
     Qualificato dalla giuria e televoto
     Qualificato dalla giuria
| # | Artista                  | Brano                | Genere   | Punteggio   | Punteggio | Punteggio | Punteggio | Punteggio | Punteggio |
| # | Artista                  | Brano                | Genere   | G. Ferenczi | P. Gubik  | L. Németh | Szandi    | Televoto  | Totale    |
| - | ------------------------ | -------------------- | -------- | ----------- | --------- | --------- | --------- | --------- | --------- |
| 1 | Vali Kuna & HungaroSwing | Nincs másik út       | Acustica | 9           | 9         | 9         | 9         | 8         | 44        |
| 2 | Regina Zabos & Káté      | Mást ölelj           | Jazz     | 10          | 10        | 10        | 10        | 7         | 47        |
| 3 | Richárd Borbély          | Nagyapám             | Rock     | 9           | 10        | 10        | 9         | 8         | 46        |
| 4 | Zienemi                  | Kettesben önmagammal | Swing    | 9           | 9         | 9         | 10        | 9         | 46        |
| 5 | Roland Bilal             | Nem felejtem         | Popolare | 10          | 9         | 10        | 9         | 8         | 46        |
| 6 | Iceboyz                  | Szerelemánia         | Acustica | 9           | 9         | 9         | 9         | 7         | 43        |
| 7 | Asphalt Horsemen         | Mesél a szél         | Jazz     | 10          | 10        | 10        | 10        | 9         | 49        |
| 8 | Felvidéki Jazz Land      | Kicsikém             | Swing    | 10          | 10        | 10        | 10        | 8         | 48        |

## Finale
La finale si è tenuta il 29 marzo 2025 e ha visto competere gli 8 artisti qualificati dalle semifinali.
Il primo round di voti, assegnati unicamente dalla giuria, ha promosso per il secondo round 4 artisti finalisti. Nel secondo round, che ha previsto solo l'utilizzo del televoto, ha decretato il vincitore del festival.
- Top 4
- Vincitore

| # | Artista                            | Brano              | Punteggio   | Punteggio | Punteggio | Punteggio | Punteggio |
| # | Artista                            | Brano              | G. Ferenczi | P. Gubik  | L. Németh | Szandi    | Totale    |
| - | ---------------------------------- | ------------------ | ----------- | --------- | --------- | --------- | --------- |
| 1 | Felvidéki Jazz Land                | Kicsikém           | –           | –         | –         | –         | 0         |
| 2 | Ádám Szabó                         | Örök hűség         | –           | –         | –         | –         | 0         |
| 3 | Regina Zabos & Káté                | Mást ölelj         | 8           | –         | –         | –         | 8         |
| 4 | Asphalt Horsemen                   | Mesél a szél       | 10          | –         | 8         | 8         | 26        |
| 5 | Pinkers                            | KFK                | –           | 4         | 6         | –         | 10        |
| 6 | Karmen Pál-Baláž & Olivér Patocska | Álmok              | –           | 8         | 4         | 10        | 22        |
| 7 | Richárd Borbély                    | Nagyapám           | 6           | 6         | 10        | 6         | 28        |
| 8 | Gypo Circus & Jennifer Szirota     | Szél úgy beszél... | 4           | 10        | –         | 4         | 18        |

## Ascolti
| Puntata          | Messa in onda    | Telespettatori | Share | Note        |
| ---------------- | ---------------- | -------------- | ----- | ----------- |
| Quarti di finale | 15 febbraio 2025 | 240 000        | 6,10% | [ 2 ]       |
| Quarti di finale | 22 febbraio 2025 | 230 000        | 5,80% | [ 3 ]       |
| Quarti di finale | 1º marzo 2025    | 236 000        | 6,00% | [ 4 ]       |
| Quarti di finale | 8 marzo 2025     | 180 000        | 4,60% | [ 5 ]       |
| Semifinali       | 16 marzo 2025    | –              | –     | [ 6 ] [ 7 ] |
| Semifinali       | 23 marzo 2025    | 170 000        | 5,40% | [ 8 ]       |
| Finale           | 29 marzo 2025    | 214 000        | 5,40% | [ 9 ]       |
| Media            | Media            | 211 000        | 5,50% |             |